# Équipe de Suède de football au Championnat d'Europe 2016
Cet article relate le parcours de l’équipe de Suède de football lors du Championnat d'Europe de football 2016 organisé en France du 10 juin 2016 au 10 juillet 2016.
La Suède s'est qualifiée pour l'Euro 2016 en remportant son match de barrage contre le Danemark. Elle se trouve dans le Groupe E face à la Belgique, l'Italie et l'Irlande.

## Effectif
Le 12 mai 2016, le sélectionneur de la Suède Erik Hamrén a dévoilé une liste de 23 joueurs sélectionnés pour participer à la compétition.
| Numéro / Nom       | Numéro / Nom            | Équipe              | Sél. (but)      | Date de naissance | J.              |                 |                 |                 |                 |
| Gardiens de but    | Gardiens de but         | Gardiens de but     | Gardiens de but | Gardiens de but   | Gardiens de but | Gardiens de but | Gardiens de but | Gardiens de but | Gardiens de but |
| ------------------ | ----------------------- | ------------------- | --------------- | ----------------- | --------------- | --------------- | --------------- | --------------- | --------------- |
| 1                  | Andreas Isaksson        | Kasımpaşa           | 125 (0)         |                   | 0               | 0               | 0               | 0               | 0               |
| 12                 | Robin Olsen             | FC Copenhague       | 3 (0)           |                   | 0               | 0               | 0               | 0               | 0               |
| 23                 | Patrik Carlgren         | AIK Fotboll         | 1 (0)           |                   | 0               | 0               | 0               | 0               | 0               |
| Défenseurs         |                         |                     |                 |                   |                 |                 |                 |                 |                 |
| 17                 | Ludwig Augustinsson     | FC Copenhague       | 3 (0)           |                   | 0               | 0               | 0               | 0               | 0               |
| 2                  | Mikael Lustig           | Celtic Glasgow      | 49 (2)          |                   | 0               | 0               | 0               | 0               | 0               |
| 4                  | Andreas Granqvist       | FK Krasnodar        | 49 (3)          |                   | 0               | 0               | 0               | 0               | 0               |
| 3                  | Erik Johansson          | FC Copenhague       | 8 (0)           |                   | 0               | 0               | 0               | 0               | 0               |
| 14                 | Victor Nilsson Lindelöf | Benfica Lisbonne    | 1 (0)           |                   | 0               | 0               | 0               | 0               | 0               |
| 5                  | Martin Olsson           | Norwich City        | 33 (5)          |                   | 0               | 0               | 0               | 0               | 0               |
| 15                 | Pontus Jansson          | Torino              | 7 (0)           |                   | 0               | 0               | 0               | 0               | 0               |
| Milieux de terrain |                         |                     |                 |                   |                 |                 |                 |                 |                 |
| 21                 | Jimmy Durmaz            | Olympiakos          | 29 (2)          |                   | 0               | 0               | 0               | 0               | 0               |
| 8                  | Albin Ekdal             | Hambourg SV         | 21 (0)          |                   | 0               | 0               | 0               | 0               | 0               |
| 6                  | Emil Forsberg           | RB Leipzig          | 14 (1)          |                   | 0               | 0               | 0               | 0               | 0               |
| 13                 | Oscar Hiljemark         | US Palerme          | 8 (1)           |                   | 0               | 0               | 0               | 0               | 0               |
| 9                  | Kim Källström           | Grasshopper Zurich  | 126 (16)        |                   | 0               | 0               | 0               | 0               | 0               |
| 7                  | Sebastian Larsson       | Sunderland FC       | 81 (6)          |                   | 0               | 0               | 0               | 0               | 0               |
| 16                 | Pontus Wernbloom        | FK CSKA Moscou      | 49 (2)          |                   | 0               | 0               | 0               | 0               | 0               |
| 18                 | Oscar Lewicki           | Malmö FF            | 8 (0)           |                   | 0               | 0               | 0               | 0               | 0               |
| 22                 | Erkan Zengin            | Trabzonspor         | 19 (3)          |                   | 0               | 0               | 0               | 0               | 0               |
| Attaquants         |                         |                     |                 |                   |                 |                 |                 |                 |                 |
| 11                 | Marcus Berg             | Panathinaïkos       | 36 (9)          |                   | 0               | 0               | 0               | 0               | 0               |
| 20                 | John Guidetti           | Celta Vigo          | 6 (0)           |                   | 0               | 0               | 0               | 0               | 0               |
| 19                 | Emir Kujović            | IFK Norrköping      | 3 (1)           |                   | 0               | 0               | 0               | 0               | 0               |
| 10                 | Zlatan Ibrahimovic      | Paris Saint-Germain | 111 (62)        |                   | 0               | 0               | 0               | 0               | 0               |

 = capitaine --  Gardien de butDéfenseurMilieu de terrainAttaquantSélectionneur

## Phase finale
La Suède se trouve dans le groupe E avec la Belgique, l'Italie et l'Irlande.
| Rang | Équipe   | Pts | J | G | N | P | Bp | Bc | Diff |
| ---- | -------- | --- | - | - | - | - | -- | -- | ---- |
| 1    | Italie   | 6   | 3 | 2 | 0 | 1 | 3  | 1  | +2   |
| 2    | Belgique | 6   | 3 | 2 | 0 | 1 | 4  | 2  | +2   |
| 3    | Irlande  | 4   | 3 | 1 | 1 | 1 | 2  | 4  | -2   |
| 4    | Suède    | 1   | 3 | 0 | 1 | 2 | 1  | 3  | -2   |

     Équipes qualifiées ; Pts = points ; J = joués ; G = gagnés ; N = nuls ; P = perdus ;

Bp = buts pour ; Bc = buts contre ; Diff = différence de buts.
| Match 9                                              | Irlande                 | 1 - 1   | Suède           | Stade de France, Saint-Denis                   |                                                |
| 13 juin 2016 · 18 h CEST · Historique des rencontres | ( Coleman) Hoolahan 48e | (0 - 0) | 71e (csc) Clark | Spectateurs : 73 419 Arbitrage : Milorad Mažić | Spectateurs : 73 419 Arbitrage : Milorad Mažić |
| 13 juin 2016 · 18 h CEST · Historique des rencontres | Rapport                 |         |                 | Spectateurs : 73 419 Arbitrage : Milorad Mažić | Spectateurs : 73 419 Arbitrage : Milorad Mažić |

| Match 19                                             | Italie           | 1 - 0   | Suède | Stadium, Toulouse                              |                                                |
| 17 juin 2016 · 15 h CEST · Historique des rencontres | ( Zaza) Éder 88e | (0 - 0) |       | Spectateurs : 29 600 Arbitrage : Viktor Kassai | Spectateurs : 29 600 Arbitrage : Viktor Kassai |
| 17 juin 2016 · 15 h CEST · Historique des rencontres | Rapport          |         |       | Spectateurs : 29 600 Arbitrage : Viktor Kassai | Spectateurs : 29 600 Arbitrage : Viktor Kassai |

| Match 36                                             | Suède   | 0 - 1   | Belgique                 | Allianz Riviera, Nice                        |                                              |
| 22 juin 2016 · 21 h CEST · Historique des rencontres |         | (0 - 0) | 84e Nainggolan (Hazard ) | Spectateurs : 34 011 Arbitrage : Felix Brych | Spectateurs : 34 011 Arbitrage : Felix Brych |
| 22 juin 2016 · 21 h CEST · Historique des rencontres | Rapport |         |                          | Spectateurs : 34 011 Arbitrage : Felix Brych | Spectateurs : 34 011 Arbitrage : Felix Brych |

## Séjour et hébergement
L'équipe suédoise séjournera durant la compétition à Pornichet (Loire-Atlantique) et s'entrainera sur le terrain synthétique Léo Lagrange à Saint-Nazaire (Loire-Atlantique) 